# Operation Komodo

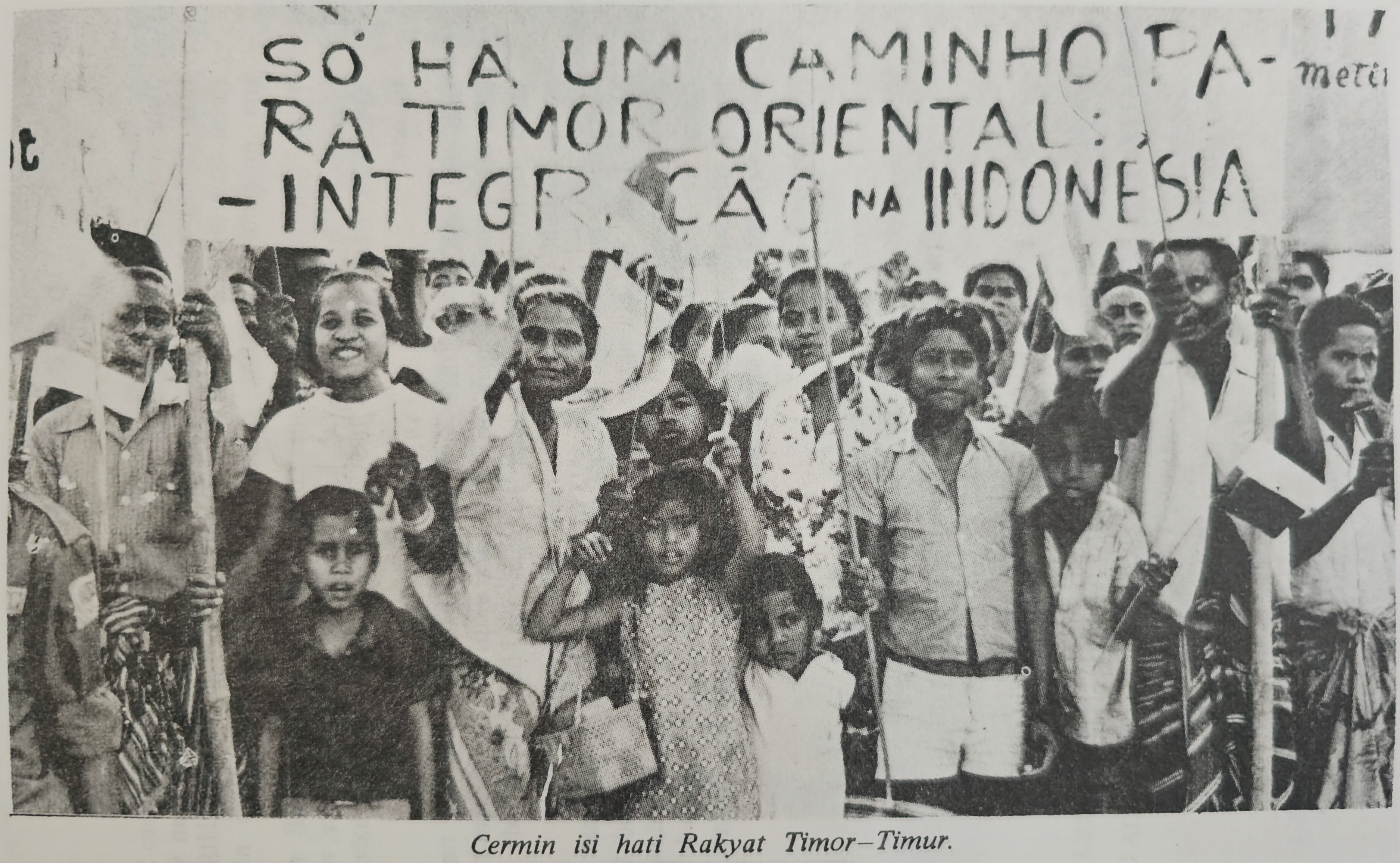
Propagandabild aus einem indonesischen Buch in den 1990er-Jahren. Das Bild soll osttimoresische Unterstützer für eine Integration in Indonesien in den 1970er Jahren zeigen.

Die Operation Komodo (indonesisch Operasi Komodo) war ab Mitte 1974 eine Operation des indonesischen Militärgeheimdienstes Bakin. Ziel war die Annexion der Kolonie Portugiesisch-Timor, die sich in der Zeit in Vorbereitung auf die Entlassung in die Unabhängigkeit befand. Die indonesische Regierung stellte die Annexion als Notwendigkeit zur Sicherung der eigenen nationalen Sicherheit dar. In Zeiten des Kalten Krieges und der US-amerikanischen Niederlage im Vietnamkrieg warnte Indonesien vor einem kommunistischen Osttimor inmitten seines Territoriums. Die Operation wurde nach dem Komodowaran benannt.

## Verlauf
Der Bakin arbeitete zunächst mit Osttimoresen zusammen, die den Anschluss an Indonesien favorisierten. So mit der APODETI, der timoresischen Partei, die einen Anschluss an Indonesien propagierte. Zwar wurde sie von Indonesien finanziell und später mit Bewaffnung und Ausbildung von Milizionären unterstützt, hatte aber in der Bevölkerung der Kolonie nur wenig Rückhalt. In Radiosendungen, die vom indonesischen Kupang  aus nach Portugiesisch-Timor gesendet wurden, behauptete man, Portugal würde vorzeitig abziehen und man verbreitete unbelegte Gerüchte, Vietnamesen und Chinesen würden das Territorium infiltrieren. Die „Integration“ in Indonesien sei die einzige gangbare Option. Dazu förderten die Sendungen das Misstrauen zwischen den osttimoresischen Parteien.
Als die beiden großen Parteien der Kolonie und Befürworter eines unabhängigen Osttimors, FRETILIN und União Democrática Timorense (UDT), im Januar 1975 ein Bündnis eingingen, war Jakarta alarmiert, weswegen man die anti-kommunistische Propaganda gegen die FRETILIN verstärkte. Ab diesem Zeitpunkt wurde an der militärischen Besetzung Portugiesisch-Timors geplant. Zudem gab man mehr und mehr den getarnten Charakter der Operation auf.
Der Bakin verfügte in Portugiesisch-Timor über ein funktionierendes Netzwerk, was sich durch regelmäßige, gut informierte Nachrichtensendungen zur Situation bemerkbar machte. Die FRETILIN wurde von der Bakin als kommunistisch dargestellt und man malte ein Schreckgespenst eines sozialistischen Osttimors. Regelmäßig besuchte der Bakin-Agent Louis Taolin von Westtimor aus die koloniale Hauptstadt Dili. Taolin begleitete auch die offizielle Mission von Oberst Sugianto und Oberst Suharto Pitut im April 1975 nach Dili. Man gab sich mehr als Delegation mit Wirtschaftsinteressen. Sie trafen den portugiesischen Gouverneur Mário Lemos Pires und Vertreter der Parteien FRETILIN, UDT und APODETI. Im selben Monat lud General Ali Murtopo UDT- und FRETILIN-Gesandte nach Jakarta. Direkt nach Rückkehr der Parteivertreter nach Timor traf sich die Zentralkommission der UDT und beschloss das Ende der Koalition mit der FRETILIN. Im Mai lud der Bakin erneut UDT-Mitglieder zu Gesprächen ein und machte deutlich, dass Indonesien niemals eine unabhängige Regierung unter Beteiligung der „kommunistischen“ FRETILIN akzeptieren würde. Die „kommunistische Bedrohung“ diente den UDT-Führern als endgültige Begründung, die Koalition mit der FRETILIN am 27. Mai zu verlassen.
Am 6. Juni besetzten indonesische Truppen, getarnt als UDT-Kämpfer die Enklave Oe-Cusse Ambeno. Die ausbleibende Reaktion Portugals bestätigte die indonesische Einschätzung, dass von der Kolonialmacht keine Interventionen mehr zu befürchten seien. Am 25. Juli trafen die UDT-Führer Domingos de Oliveira und João Viegas Carrascalão erneut Vertreter des indonesischen Geheimdienstes. Hier erklärte General Ali Murtopo den Osttimoresen, dass die FRETILIN für den 15. August die gewaltsame Machtergreifung plane und wenn nicht Maßnahmen ergriffen würden, die FRETILIN aus dem Weg zu räumen, würde Indonesien in Osttimor einmarschieren. Würde die UDT aber in ihrem „Hinterhof“ aufräumen, würde Indonesien Osttimors Recht auf Selbstbestimmung anerkennen. Angesichts dieser Drohung und der zu erwartenden Niederlage bei freien Wahlen, entschied man sich in der UDT zum Putsch (Operaçao Sakonar) am 11. August. Es kam zum Bürgerkrieg zwischen UDT und FRETILIN. Portugal gab praktisch seine Kolonie auf. Gouverneur Pires zog sich am 27. August auf der Dili vorgelagerten Insel Atauro zurück.
Die FRETILIN ging in dem dreiwöchigen Bürgerkrieg als Sieger hervor. UDT- und APODETI-Anhänger mussten in das indonesische Westtimor fliehen. Sie arbeiteten nun direkt mit den Indonesiern zusammen. Indonesien stellte den Bürgerkrieg als Bedrohung der regionalen Stabilität dar, obwohl die FRETILIN nach ihrem Sieg schnell wieder für Ruhe und Ordnung sorgte und die Unterstützung der Bevölkerung hatte. Am 31. August 1975 wurde die Operation Komodo vom Bakin an das speziell gegründete  militärische Kommando der Komando Tugas Gabungan (Kogasgab, deutsch Kommando der gemeinsamen Sondereinheit) übergeben und die Operation Komodo durch die Operation Flamboyan ersetzt, die nun großangelegte militärische Operationen einschloss.